# Maria Ehrich

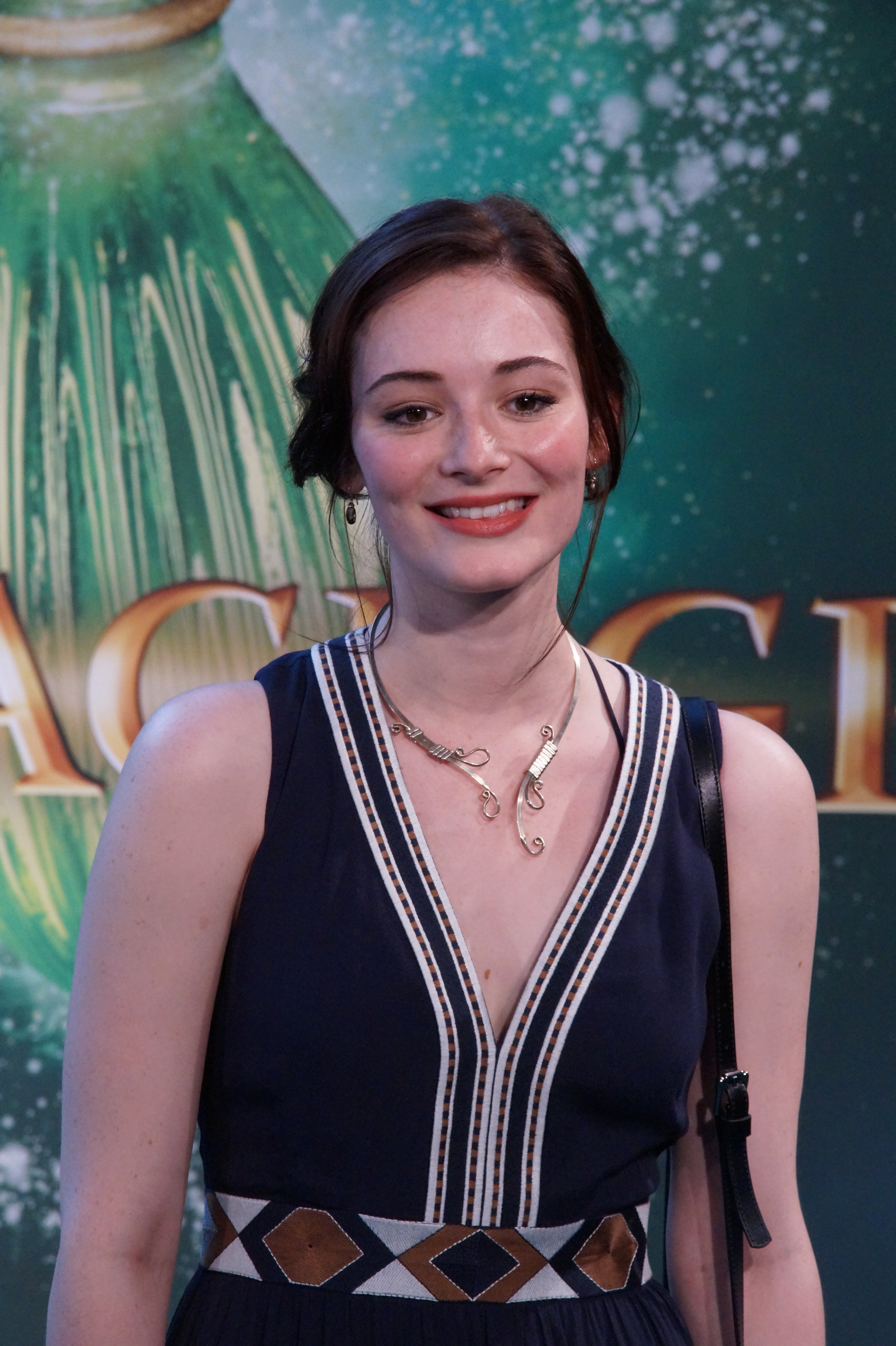
Maria Ehrich bei der Deutschlandpremiere von Smaragdgrün, Juni 2016

Maria Ehrich (* 26. Februar 1993 in Erfurt) ist eine deutsche Schauspielerin und Autorin.

## Leben
Maria Ehrich wuchs mit ihren beiden jüngeren Geschwistern im thüringischen Gebesee auf, wo ihr Vater eine Diskothek betrieb. Parallel zu frühen Schauspielrollen machte sie ihr Abitur. Anschließend schrieb sie sich für ein Studium der Kunstgeschichte ein.
Ehrich lebt in Berlin, ist seit 2021 mit Manuel Vering verheiratet, im Juli 2022 wurden sie Eltern einer Tochter.

## Karriere
Regisseur Peter Timm engagierte sie 2003 als Kinderdarstellerin für die Hauptrolle in der Filmkomödie Mein Bruder ist ein Hund. Diese brachte ihr eine Nominierung für den Undine Award 2005 in der Kategorie Beste Filmdebütantin ein. Nach weiteren Film- und Fernseharbeiten, unter anderem einer Hauptrolle neben Veronica Ferres im Zweiteiler Die Frau vom Checkpoint Charlie, war sie Anfang 2013 in dem Fernseh-Dreiteiler Das Adlon zu sehen. Für die Darstellung der jungen Alma Schadt erhielt sie Ende April 2013 den New Faces Award als beste Nachwuchsschauspielerin. In der Literaturverfilmung Rubinrot (2013) und deren Fortsetzung Saphirblau (2014) spielte sie neben Jannis Niewöhner die Hauptrolle der Gwendolyn Shepherd. 2015 wurde sie mit dem Nachwuchspreis der Goldenen Kamera ausgezeichnet. Mit Smaragdgrün spielte sie 2016 zum dritten Mal die Hauptrolle in der Edelsteintrilogie.
2016 synchronisierte Ehrich in ihrem ersten Animationsfilm, Ballerina, die Rolle der Félicie, eines Waisenmädchens, das vom Tanzen träumt.
Gemeinsam mit Manuel Vering, mit dem sie damals schon liiert war, ging Ehrich Anfang 2018 auf eine siebenmonatige Weltreise. Ihre Erlebnisse verarbeiteten sie im Buch Leaving the Frame – Eine Weltreise ohne Drehbuch, der gleichnamige Dokumentarfilm startete am 3. Oktober 2019 im Kino.
2020 gehörte sie zum Cast des Film- und Serienmagazins Filmgorillas des ZDF.

## Filmografie
- 2003: Die Hollies (Fernsehserie, 1 Folge)
- 2004: Mein Bruder ist ein Hund
- 2005: Eine Mutter für Anna (Fernsehfilm)
- 2006: Dresden (Fernsehfilm)
- 2006: Inga Lindström – In den Netzen der Liebe (Fernsehfilmreihe)
- 2006: Das Traumhotel – Indien (Fernsehfilmreihe)
- 2007: Rennschwein Rudi Rüssel 2 – Rudi rennt wieder!
- 2007: Die Frau vom Checkpoint Charlie (Fernsehfilm)
- 2008: Meine wunderbare Familie (Fernsehserie, 2 Folgen)
- 2008: Ein Ferienhaus auf Ibiza (Fernsehfilm)
- 2008: Inga Lindström – Sommer in Norrsunda
- 2008: Meine wunderbare Familie (Fernsehserie, 2 Folgen)
- 2009: Ein Date fürs Leben (Fernsehfilm)
- 2010: Rock It!
- 2010: Danni Lowinski – Kein Heim (Fernsehserie, 1 Folge)
- 2011: Ausgerechnet Sex! (Fernsehfilm)
- 2011: SOKO Stuttgart – Wombats Ende (Fernsehserie)
- 2011: Doctor’s Diary (Fernsehserie, 3 Folgen)
- 2012: Kommissar Stolberg – Blutsbrüder (Fernsehserie)
- 2012: Für Elise
- 2013: Das Adlon. Eine Familiensaga (Miniserie, 1 Folge)
- 2013: Polizeiruf 110 – Laufsteg in den Tod
- 2013: Rubinrot
- 2013: Ein starkes Team – Die Frau im roten Kleid (Fernsehserie)
- 2013: Die kleine Meerjungfrau (Fernsehfilm)
- 2014: Sie heißt jetzt Lotte! (Kurzfilm)
- 2014: Saphirblau
- 2014: Götz von Berlichingen (Fernsehfilm)
- 2015: Dämmerung über Burma (Fernsehfilm)
- 2016: Ku’damm 56 (Miniserie, 3 Folgen)
- 2016: Smaragdgrün
- 2016: Die Glasbläserin (Fernsehfilm)
- 2016: Ballerina (Synchronisation)
- 2017: Fynn (Musik-Kurzfilm von Dissythekid)
- 2018: Chaos-Queens – Ehebrecher und andere Unschuldslämmer (Fernsehfilm)
- 2018: Ku’damm 59 (Miniserie, 3 Folgen)
- 2019: Leaving the Frame
- 2020: Altes Land (Fernsehzweiteiler)
- 2020: Faking Bullshit
- 2020: Herzkino.Märchen – Schneewittchen am See (Fernsehfilm)
- 2021: Ku’damm 63 (Miniserie, 3 Folgen)
- 2021: Prey
- 2023: Ostfriesenmoor (Fernsehfilm)
- 2024: Chantal im Märchenland
- 2024: Stille Nacht, raue Nacht (Fernsehfilm)

## Auszeichnungen
- 2005: Nominierung für den Undine Award als beste Filmdebütantin für Mein Bruder ist ein Hund
- 2013: New Faces Award der Zeitschrift Bunte als beste Nachwuchsdarstellerin für den Fernsehfilm Das Adlon. Eine Familiensaga
- 2015: Goldene Kamera – Hörzu Nachwuchspreis
- 2015: Jupiter als beste Darstellerin national